# Gebrüder Hesse
Die Gebrüder Hesse waren um die Wende vom 18. zum 19. Jahrhundert bedeutende Unternehmer und Bankiers in Berlin.

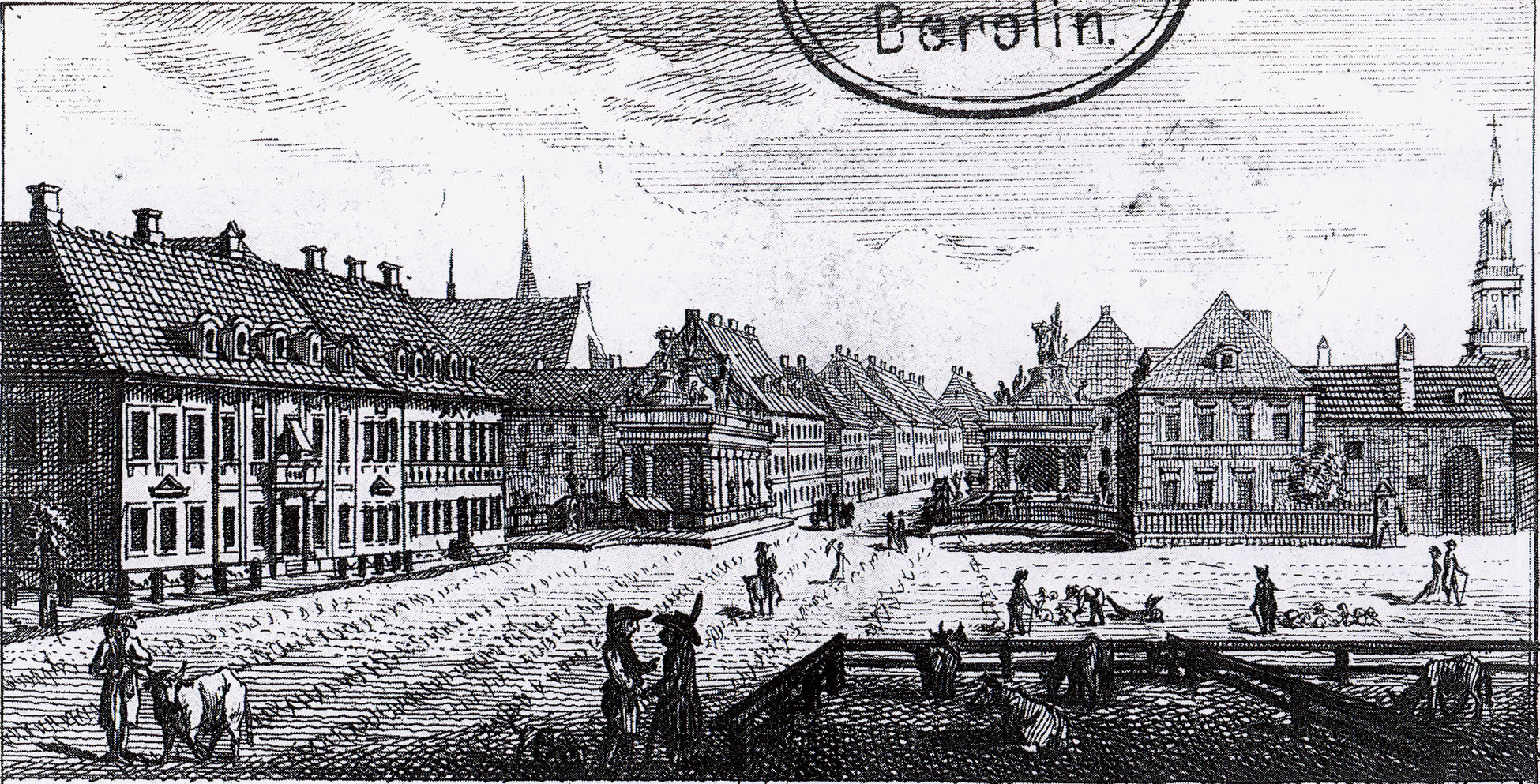
Die sogenannte Contrescarpe an der Königs-Brücke, 1796
(links die Wollmanufaktur Gebr. Hesse)

Die Brüder Johann Paul Hesse (* um 1758; † nach 1812) und Philipp Cornelius Hesse (* 1762; † 9. November 1810 in Berlin) waren Söhne des Kaufmanns Cornelius Adrian Hesse (* 1726) in Berlin, der im Holzhandel ein beträchtliches Vermögen erworben hatte. Bereits 1763 erscheinen Gebr. Hesse und Hintze und 1766 Cornelius und Ludwig Hesse, die schon 1762 gemeinsame Hypothekenrechte erworben hatten, an der Spitze der zur Nutzholzhandlungs-Compagnie zusammentretenden Holzhändler. 1765/66 ließ sich Cornelius Adrian Hesse ein Landhaus in Wilmersdorf bei Berlin errichten, das noch heute existiert.
1785 erwarben die Brüder Paul und Cornelius die 1745 von Jakob Lange (1712–1779) gegründete Wollmanufaktur an der Contrescarpe neben der Königsbrücke (ungefähr dort, wo heute das Alexanderhaus steht) und betrieben sie als Gebrüder Hesse weiter. Sie waren mit dem verstorbenen Jakob Lange verschwägert, denn dessen zweite Frau, die Mutter des letzten Firmeninhabers Johann Christoph Lange († 1784), war Bernhardine Cornelie Hesse (* 1724). Sie betrieben auch einen namhaften Wechselhandel und zugleich Warengroßhandel im Eigengeschäft oder kommissionsweise sowie teilweise auch die Spedition. Die Manufaktur hatte 1785 mehrere hundert Webstühle. Neben der Herstellung von Uniformstoffen für das Heer ging etwa die Hälfte der Tuchproduktion ins Ausland: nach Frankreich, Holland, Italien und in die Schweiz. 1795 ließen sie die Frontfassade ihres Hauses vom Maurermeister Carl Friedrich Zelter prächtig neugestalten. Schon vor 1800 hatten sie die Maschinenspinnerei eingeführt und ließen auch in Baumwolle und Leinen arbeiten. 1804 war die Fabrik die weitaus größte ihrer Art in Berlin.
In Potsdam gründeten sie um 1795 (1796 erstmals erwähnt) eine der ersten Fabriken feiner Tuche, mit dem dortigen Fabrikanten Johann August Tamm zusammen, dessen Tochter Charlotte Catharina Elisabeth 1784 Paul Hesse geheiratet hatte. Diese Firma Tamm, Paul et Cornelius Hesse erwarb sich einen guten Ruf.
Die Brüder gehörten zu den besten bürgerlichen Kreisen Berlins. Sie wurden Mitglieder im 1796 gegründeten Berlinischen Bürgerrettungs-Institut zur Rettung verarmter und in ihrem Gewerbe zurückgekommener Bürger und Paul, inzwischen Geheimer Kommerzienrat, war im Oktober 1806 unter den Kandidaten für die Stellung als Führer der Berliner Bürgergarde. Sie erwarben umfangreichen Grundbesitz. So besaßen sie Grundstücke am Schiffbauerdamm, ein Haus in der Königstraße und ein Wohnhaus Unter den Linden. Cornelius kaufte 1806 eine große adlige Besitzung, Wilkau mit Friedrichswerder bei Schwiebus. 1809 musste die Wollzeugfabrik stillgelegt werden.